# Campeonato Mundial de Rugby M19 División A de 1982
El Campeonato Mundial de Rugby M19 de 1982 se disputó en Suiza y fue la décima cuarta edición del torneo en categoría M19.

## Equipos participantes
- Selección juvenil de rugby de Alemania Occidental
- Selección juvenil de rugby de España
- Selección juvenil de rugby de Francia
- Selección juvenil de rugby de Italia
- Selección juvenil de rugby de Marruecos
- Selección juvenil de rugby de Unión Soviética

## Posiciones finales
| Pos | Equipo              |
| --- | ------------------- |
|     | Francia             |
|     | Italia              |
|     | España              |
| 4   | Unión Soviética     |
| 5   | Marruecos           |
| 6   | Alemania Occidental |

### Campeón
| Bandera de Francia    |
| Campeón Francia       |
| Décimo segundo título |